# Universidad de Ritsumeikan
La Universidad Ritsumeikan (立命館大学 , Ritsumeikan Daigaku?) [a veces abreviado como Rits y 立命, o Ritsumei] es una universidad privada en Kioto (Japón). Además del Campus principal en la ciudad de Kioto ("Kinugasa Campus", KIC), la universidad posee otros tres, el Campus Biwako-Kusatsu ("Biwako-Kusatsu Campus", BKC) en Kusatsu, Prefectura de Shiga; el Campus Osaka-Ibaraki ("Osaka-Ibaraki Campus, OIC) en Ibaraki, Prefectura de Osaka; y el Campus de Suzaku en Kioto.

## Historia
Originariamente, la Ritsumeikan fue fundada en 1869 como una Academia privada por el Príncipe Saionji Kinmochi. En 1900, Kojuro Nakagawa (el antiguo secretario del Príncipe Saionji) estableció la Escuela Hosei de Kioto, una escuela de derecho que eventualmente adoptó el nombre de Ritsumeikan (con el permiso expreso del príncipe) y que recibiría el estatus de Universidad en 1922. Históricamente, la escuela había sido vista como una alternativa liberal a la Universidad estatal de Kioto. 
En 2006 la Universidad Ritsumeikan y el Sindicato general entraron en disputa por un sistema de contratos en el que los empleos para algunos educadores quedaba limitado a tres años.

## Museo
El Museo de Kioto para la Paz mundial (立命館大学国際平和ミュージアム, Ritsumeikan Daigaku Kokusai Heiwa Myūjiamu) es un centro dependiente de la universidad que tiene por objeto examinar críticamente el pasado militarista de Japón, e incluye numerosas exposiciones que van desde la Guerra Sino-japonesa de 1894-1895 hasta la actual Guerra de Irak.